# Liste des médaillés olympiques en badminton
Pour un article plus général, voir Badminton aux Jeux olympiques.

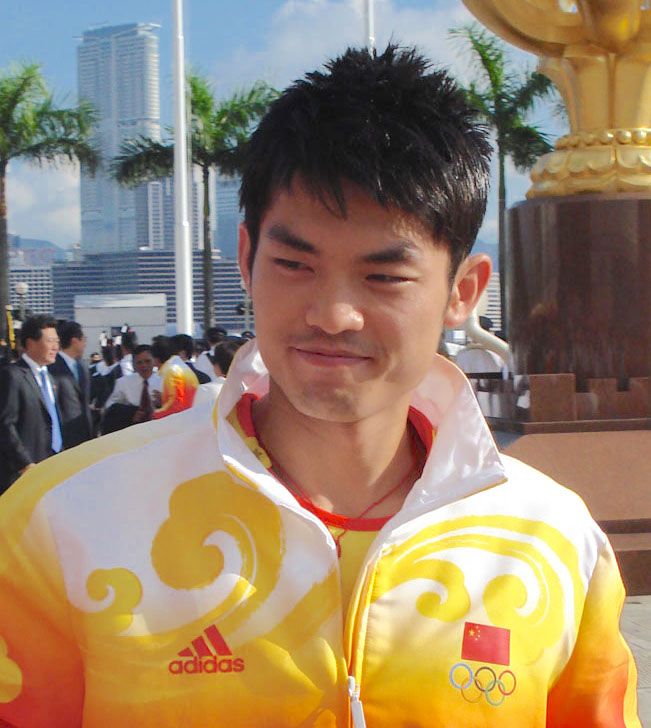
Lin Dan, médaillé d'or aux Jeux olympiques de 2008 et de 2012.

Le badminton figure au programme des Jeux olympiques d'été. Il a d'abord été présent en tant que sport de démonstration aux Jeux olympiques d'été de 1972 et aux Jeux olympiques d'été de 1988. Ce n'est qu'en 1992, lors des Jeux olympiques d'été de Barcelone, que le badminton devient un sport olympique. Les épreuves de simple et double hommes, ainsi que les simple et double dames ont été présentes à toutes les éditions des Jeux olympiques d'été depuis ceux de 1992. La catégorie double mixte (deux équipes composées chacune d'un homme et d'une femme) fut présentée pour la première fois aux Jeux olympiques de 1996 qui se déroulaient à Atlanta. Le badminton devient dès lors le seul sport à proposer une discipline olympique mixte.
Gao Ling détient le record du plus grand nombre de médailles olympiques en badminton : deux médailles d'or, une d'argent et une de bronze. 
Elle est suivie par les Sud-Coréens Kim Dong-moon (deux médailles d'or et une de bronze) et Gil Young-ah (une médaille d'or, une d'argent et une de bronze). Les Chinois Zhang Jun, Zhang Ning, Gu Jun et Ge Fei ont chacun remporté deux médailles d'or. 
Lors des Jeux olympiques d'été de 1992, les deux frères Sidek, Jalani et Razif, offrent à la Malaisie ses premières médailles olympiques depuis qu'elle participe aux Jeux olympiques en 1964. 
Mia Audina remporte sa première médaille d'argent aux Jeux olympiques de 1996 sous les couleurs indonésiennes et remporte sa seconde médaille, également en argent, en 2004 à Athènes, cette fois-ci sous les couleurs néerlandaises. Lors des Jeux olympiques d'été de 2000, la Chine entre dans l'histoire du badminton en remportant les trois médailles en double dames et devient ainsi la seule nation de ce sport à avoir réalisé un tel exploit. Les Chinois réalisent un autre exploit en 2012 à Londres en remportant les 5 titres mis en jeu.
La Chine est la nation ayant remporté le plus grand nombre de médailles, avec un total de 41. Elle est suivie par l'Indonésie et la Corée du Sud (19 médailles).

## Liste des médaillés olympiques

### Simple hommes
| Année                              | Or                           | Argent                   | Bronze                         |
| ---------------------------------- | ---------------------------- | ------------------------ | ------------------------------ |
| Barcelone 1992                     | Alan Budikusuma (INA)        | Ardy Wiranata (INA)      | Thomas Stuer-Lauridsen (DEN)   |
| Barcelone 1992                     | Alan Budikusuma (INA)        | Ardy Wiranata (INA)      | Hermawan Susanto (INA)         |
| Atlanta 1996                       | Poul-Erik Høyer Larsen (DEN) | Dong Jiong (en) (CHN)    | Rashid Sidek (MAS)             |
| Sydney 2000                        | Ji Xinpeng (CHN)             | Hendrawan (INA)          | Xia Xuanze (en) (CHN)          |
| Athènes 2004                       | Taufik Hidayat (INA)         | Shon Seung-mo (en) (KOR) | Sony Dwi Kuncoro (INA)         |
| Pékin 2008 (Résultats détaillés)   | Lin Dan (CHN)                | Lee Chong Wei (MAS)      | Chen Jin (CHN)                 |
| Londres 2012 (Résultats détaillés) | Lin Dan (CHN)                | Lee Chong Wei (MAS)      | Chen Long (CHN)                |
| Rio 2016 (Résultats détaillés)     | Chen Long (CHN)              | Lee Chong Wei (MAS)      | Viktor Axelsen (DEN)           |
| Tokyo 2020 (Résultats détaillés)   | Viktor Axelsen (DEN)         | Chen Long (CHN)          | Anthony Sinisuka Ginting (INA) |
| Paris 2024 (Résultats détaillés)   | Viktor Axelsen (DEN)         | Kunlavut Vitidsarn (THA) | Lee Zii Jia (MAS)              |

### Simple dames
| Année                              | Or                   | Argent                       | Bronze                         |
| ---------------------------------- | -------------------- | ---------------------------- | ------------------------------ |
| Barcelone 1992                     | Susi Susanti (INA)   | Bang Soo-hyun (KOR)          | Huang Hua (CHN)                |
| Barcelone 1992                     | Susi Susanti (INA)   | Bang Soo-hyun (KOR)          | Tang Jiuhong (CHN)             |
| Atlanta 1996                       | Bang Soo-hyun (KOR)  | Mia Audina (INA)             | Susi Susanti (INA)             |
| Sydney 2000                        | Gong Zhichao (CHN)   | Camilla Martin (DEN)         | Ye Zhaoying (CHN)              |
| Athènes 2004                       | Zhang Ning (CHN)     | Mia Audina (NED)             | Zhou Mi (CHN)                  |
| Pékin 2008 (Résultats détaillés)   | Zhang Ning (CHN)     | Xie Xingfang (CHN)           | Maria Kristin Yulianti (INA)   |
| Londres 2012 (Résultats détaillés) | Li Xuerui (CHN)      | Wang Yihan (CHN)             | Saina Nehwal (IND)             |
| Rio 2016 (Résultats détaillés)     | Carolina Marín (ESP) | Pusarla Venkata Sindhu (IND) | Nozomi Okuhara (JPN)           |
| Tokyo 2020 (Résultats détaillés)   | Chen Yufei (CHN)     | Tai Tzu-ying (TPE)           | Pusarla Venkata Sindhu (IND)   |
| Paris 2024 (Résultats détaillés)   | An Se-young (KOR)    | He Bingjiao (CHN)            | Gregoria Mariska Tunjung (INA) |

### Double hommes
| Année                              | Or                                | Argent                             | Bronze                                |
| ---------------------------------- | --------------------------------- | ---------------------------------- | ------------------------------------- |
| Barcelone 1992                     | Kim Moon-soo Park Joo-bong (KOR)  | Rudy Gunawan Eddy Hartono (INA)    | Li Yongbo Tian Bingyi (CHN)           |
| Barcelone 1992                     | Kim Moon-soo Park Joo-bong (KOR)  | Rudy Gunawan Eddy Hartono (INA)    | Razif Sidek Jalani Sidek (MAS)        |
| Atlanta 1996                       | Rexy Mainaky Ricky Subagja (INA)  | Cheah Soon Kit Yap Kim Hock (MAS)  | Antonius Ariantho Denny Kantono (INA) |
| Sydney 2000                        | Tony Gunawan Candra Wijaya (INA)  | Lee Dong-soo Yoo Yong-sung (KOR)   | Ha Tae-kwon Kim Dong-moon (KOR)       |
| Athènes 2004                       | Ha Tae-kwon Kim Dong-moon (KOR)   | Lee Dong-soo Yoo Yong-sung (KOR)   | Eng Hian Flandy Limpele (INA)         |
| Pékin 2008                         | Markis Kido Hendra Setiawan (INA) | Cai Yun Fu Haifeng (CHN)           | Hwang Ji-man Lee Jae-jin (KOR)        |
| Londres 2012 (Résultats détaillés) | Cai Yun Fu Haifeng (CHN)          | Mathias Boe Carsten Mogensen (DEN) | Jung Jae-sung Lee Yong-dae (KOR)      |
| Rio 2016 (Résultats détaillés)     | Zhang Nan Fu Haifeng (CHN)        | Goh V Shem Tan Wee Kiong (MAS)     | Marcus Ellis Chris Langridge (GBR)    |
| Tokyo 2020 (Résultats détaillés)   | Lee Yang Wang Chi-lin (TPE)       | Li Junhui Liu Yuchen (CHN)         | Aaron Chia Soh Wooi Yik (MAS)         |
| Paris 2024 (Résultats détaillés)   | Lee Yang Wang Chi-lin (TPE)       | Liang Weikeng Wang Chang (CHN)     | Aaron Chia Soh Wooi Yik (MAS)         |

### Double dames
| Année                              | Or                                     | Argent                                        | Bronze                               |
| ---------------------------------- | -------------------------------------- | --------------------------------------------- | ------------------------------------ |
| Barcelone 1992                     | Chung So-young Hwang Hye-young (KOR)   | Guan Weizhen Nong Qunhua (CHN)                | Gil Young-ah Shim Eun-jung (KOR)     |
| Barcelone 1992                     | Chung So-young Hwang Hye-young (KOR)   | Guan Weizhen Nong Qunhua (CHN)                | Lin Yanfen Yao Fen (CHN)             |
| Atlanta 1996                       | Ge Fei Gu Jun (CHN)                    | Gil Young-ah Jang Hye-ock (KOR)               | Qin Yiyuan Tang He Tian (CHN)        |
| Sydney 2000                        | Ge Fei Gu Jun (CHN)                    | Huang Nanyan Yang Wei (CHN)                   | Gao Ling Qin Yiyuan (CHN)            |
| Athènes 2004                       | Yang Wei Zhang Jiewen (CHN)            | Gao Ling Huang Sui (CHN)                      | Lee Kyung-won Ra Kyung-min (KOR)     |
| Pékin 2008                         | Du Jing Yu Yang (CHN)                  | Lee Kyung-won Lee Hyo-jung (KOR)              | Zhang Yawen Wei Yili (CHN)           |
| Londres 2012 (Résultats détaillés) | Tian Qing Zhao Yunlei (CHN)            | Mizuki Fujii Reika Kakiiwa (JPN)              | Valeria Sorokina Nina Vislova (RUS)  |
| Rio 2016 (Résultats détaillés)     | Misaki Matsutomo Ayaka Takahashi (JPN) | Christinna Pedersen Kamilla Rytter Juhl (DEN) | Jung Kyung-eun Shin Seung-chan (KOR) |
| Tokyo 2020 (Résultats détaillés)   | Greysia Polii Apriyani Rahayu (INA)    | Chen Qingchen Jia Yifan (CHN)                 | Kim So-yeong Kong Hee-yong (KOR)     |
| Paris 2024 (Résultats détaillés)   | Chen Qingchen Jia Yifan (CHN)          | Liu Shengshu Tan Ning (CHN)                   | Nami Matsuyama Chiharu Shida (JPN)   |

### Double mixte
Contrairement aux autres épreuves, le double mixte n'a été introduit qu'aux Jeux d'Atlanta en 1996.
| Année                              | Or                                  | Argent                              | Bronze                                            |
| ---------------------------------- | ----------------------------------- | ----------------------------------- | ------------------------------------------------- |
| Atlanta 1996                       | Gil Young-ah Kim Dong-moon (KOR)    | Park Joo-bong Ra Kyung-min (KOR)    | Liu Jianjun Sun Man (CHN)                         |
| Sydney 2000                        | Gao Ling Zhang Jun (CHN)            | Tri Kusharjanto Minarti Timur (INA) | Simon Archer Joanne Goode (GBR)                   |
| Athènes 2004                       | Gao Ling Zhang Jun (CHN)            | Gail Emms Nathan Robertson (GBR)    | Jens Eriksen Mette Schjoldager (DEN)              |
| Pékin 2008                         | Lee Hyo-jung Lee Yong-dae (KOR)     | Liliyana Natsir Nova Widianto (INA) | He Hanbin Yu Yang (CHN)                           |
| Londres 2012 (Résultats détaillés) | Zhang Nan Zhao Yunlei (CHN)         | Xu Chen Ma Jin (CHN)                | Joachim Fischer Nielsen Christinna Pedersen (DEN) |
| Rio 2016 (Résultats détaillés)     | Liliyana Natsir Tontowi Ahmad (INA) | Goh Liu Ying Chan Peng Soon (MAS)   | Zhang Nan Zhao Yunlei (CHN)                       |
| Tokyo 2020 (Résultats détaillés)   | Wang Yilyu Huang Dongping (CHN)     | Zheng Siwei Huang Yaqiong (CHN)     | Yuta Watanabe Arisa Higashino (JPN)               |
| Paris 2024 (Résultats détaillés)   | Zheng Siwei Huang Yaqiong (CHN)     | Kim Won-ho Jeong Na-eun (KOR)       | Yuta Watanabe Arisa Higashino (JPN)               |

## Statistiques
Mise à jour : après les Jeux de Tokyo 2020

### Médailles olympiques par athlète
| Athlète                | Nation             | Édition(s)       | Or | Argent | Bronze | Total |
| ---------------------- | ------------------ | ---------------- | -- | ------ | ------ | ----- |
| Gao Ling               | Chine              | 2000, 2004       | 2  | 1      | 1      | 4     |
| Fu Haifeng             | Chine              | 2008, 2012, 2016 | 2  | 1      | 0      | 3     |
| Kim Dong-moon          | Corée du Sud       | 1996, 2000, 2004 | 2  | 0      | 1      | 3     |
| Zhao Yunlei            | Chine              | 2012, 2016       | 2  | 0      | 1      | 3     |
| Zhang Nan              | Chine              | 2012, 2016       | 2  | 0      | 1      | 3     |
| Viktor Axelsen         | Danemark           | 2016, 2020, 2024 | 2  | 0      | 1      | 3     |
| Lin Dan                | Chine              | 2008, 2012       | 2  | 0      | 0      | 2     |
| Zhang Ning             | Chine              | 2004, 2008       | 2  | 0      | 0      | 2     |
| Zhang Jun              | Chine              | 2000, 2004       | 2  | 0      | 0      | 2     |
| Ge Fei                 | Chine              | 1996, 2000       | 2  | 0      | 0      | 2     |
| Gu Jun                 | Chine              | 1996, 2000       | 2  | 0      | 0      | 2     |
| Gil Young-ah           | Corée du Sud       | 1992, 1996       | 1  | 1      | 1      | 3     |
| Chen Long              | Chine              | 2012, 2016, 2020 | 1  | 1      | 1      | 3     |
| Cai Yun                | Chine              | 2008, 2012       | 1  | 1      | 0      | 2     |
| Lee Hyo-jung           | Corée du Sud       | 2008             | 1  | 1      | 0      | 2     |
| Yang Wei               | Chine              | 2000, 2004       | 1  | 1      | 0      | 2     |
| Bang Soo-hyun          | Corée du Sud       | 1992, 1996       | 1  | 1      | 0      | 2     |
| Park Joo-bong          | Corée du Sud       | 1992, 1996       | 1  | 1      | 0      | 2     |
| Liliyana Natsir        | Indonésie          | 2008, 2016       | 1  | 1      | 0      | 2     |
| Lee Yong-dae           | Corée du Sud       | 2008, 2012       | 1  | 0      | 1      | 2     |
| Yu Yang                | Chine              | 2008             | 1  | 0      | 1      | 2     |
| Ha Tae-kwon            | Corée du Sud       | 2000, 2004       | 1  | 0      | 1      | 2     |
| Susi Susanti           | Indonésie          | 1992, 1996       | 1  | 0      | 1      | 2     |
| Lee Chong Wei          | Malaisie           | 2008, 2012, 2016 | 0  | 3      | 0      | 3     |
| Lee Dong-soo           | Corée du Sud       | 2000, 2004       | 0  | 2      | 0      | 2     |
| Mia Audina             | Indonésie Pays-Bas | 1996, 2004       | 0  | 2      | 0      | 2     |
| Yoo Yong-sung          | Corée du Sud       | 2000, 2004       | 0  | 2      | 0      | 2     |
| Lee Kyung-won          | Corée du Sud       | 2004, 2008       | 0  | 1      | 1      | 2     |
| Ra Kyung-min           | Corée du Sud       | 1996, 2004       | 0  | 1      | 1      | 2     |
| Pusarla Venkata Sindhu | Inde               | 2016, 2020       | 0  | 1      | 1      | 2     |
| Qin Yiyuan             | Chine              | 1996, 2000       | 0  | 0      | 2      | 2     |

### Médailles olympiques par pays
| Rang | Nation          | Or | Argent | Bronze | Total |
| ---- | --------------- | -- | ------ | ------ | ----- |
| 1    | Chine           | 22 | 15     | 15     | 52    |
| 2    | Indonésie       | 8  | 6      | 8      | 22    |
| 3    | Corée du Sud    | 7  | 8      | 7      | 22    |
| 4    | Danemark        | 3  | 3      | 4      | 10    |
| 5    | Taipei chinois  | 2  | 1      | 0      | 3     |
| 6    | Japon           | 1  | 1      | 4      | 6     |
| 7    | Espagne         | 1  | 0      | 0      | 1     |
| 8    | Malaisie        | 0  | 6      | 5      | 11    |
| 9    | Grande-Bretagne | 0  | 1      | 2      | 3     |
| 9    | Inde            | 0  | 1      | 2      | 3     |
| 11   | Pays-Bas        | 0  | 1      | 0      | 1     |
| 11   | Thaïlande       | 0  | 1      | 0      | 1     |
| 13   | Russie          | 0  | 0      | 1      | 1     |